# 九州フィナンシャルグループ
株式会社九州フィナンシャルグループ（きゅうしゅうフィナンシャルグループ）は、2015年10月1日に設立された金融持株会社。鹿児島銀行と肥後銀行とが経営統合して誕生。都道府県内のシェアがトップ行である地方銀行同士としては初めて経営統合を果たした。

## 概要

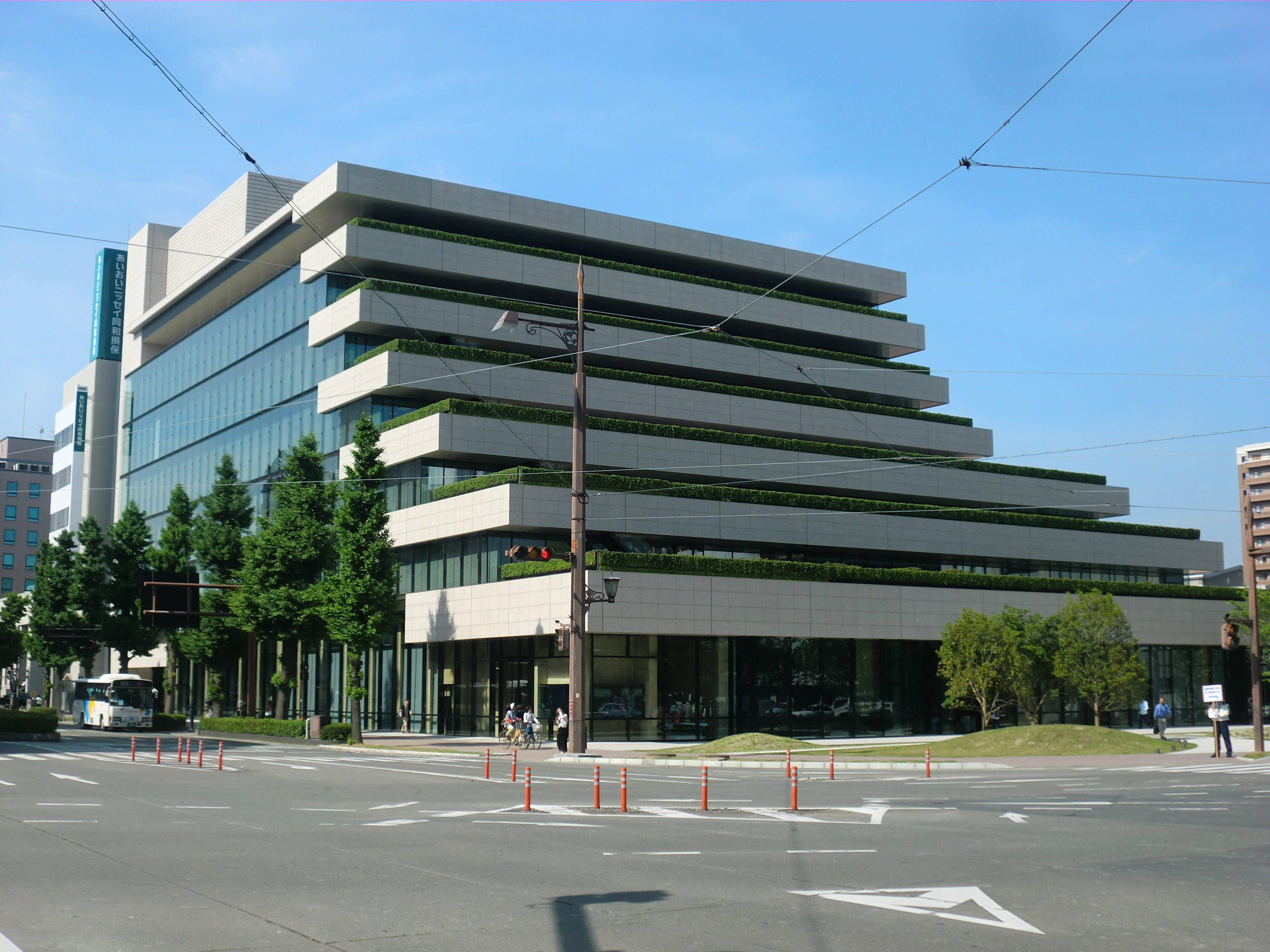
九州フィナンシャルグループ傘下の肥後銀行本店

九州・山口地域では、どちらも福岡市に本社を持つふくおかフィナンシャルグループと西日本フィナンシャルホールディングス、山口県下関市に本社を持つ山口フィナンシャルグループに次いで第4位の総資産を持つ金融グループとなる。
本社の機能は熊本市に、登記上の本店を鹿児島市とした。これについて、鹿児島銀行頭取の上村基宏は同年2月26日に行った記者会見の中で「監督官庁の九州財務局が熊本市にあり、利便性が高いことから本社機能は熊本市とする。登記上の本店所在地を鹿児島市とするのは痛み分けの結果だ」と語っている。同年3月27日午前に、肥後銀行と鹿児島銀行の各本店でそれぞれ取締役会を開催して、「経営統合に正式合意」することについて決議を行い、その後、正式に発表された。この持ち株会社の社長には鹿児島銀行の上村頭取が、会長には肥後銀行頭取の甲斐隆博が就くことになる。また、社外取締役にはトヨタ自動車の前社長である渡辺捷昭を迎えることも正式に発表された。

## 発足後の展開
同年2月26日に鹿児島銀行の上村頭取は鹿児島市で行った会見で、今回設立される『九州フィナンシャルグループ』の傘下に、「資金の一元管理」を目的にした合同運用会社を設置することについての検討を始めたと明かした。さらに、同時に、鹿児島銀行とIT会社の共同出資による「金融システムの開発・販売」を目的にした新しい会社を同年春頃に設置する方針で交渉していることも明らかにしている。

### 九州FG証券
証券子会社は、熊本地震による被災対応を優先させるため、当初予定を延期した上で2017年6月、九州FG証券設立準備会社を資本金30億円で熊本市に設立。同年12月、同社を九州FG証券に商号変更し、2018年1月22日、熊本、鹿児島、宮崎に店舗を設け営業を開始した。

### 福岡ビル
2019年7月22日、福岡市博多区博多駅前2丁目の大博通り沿いに建設を進めてきた九州フィナンシャルグループ福岡ビルが開業した。同ビルは地上10階地下2階建て、延床面積は6797平方メートル。九州FGのグループ戦略部福岡オフィスや鹿児島銀行福岡支店などが移転したほか、肥後銀行が新たに立ち上げた「福岡法人営業室」も入居。さらに、1階のカフェでは、鹿児島銀などが設立した農業法人「春一番」や取引先企業が扱う農産品など地元の特産品を販売する。

### KFGビル（新本社）
2019年4月3日、熊本市西区のJR熊本駅近くに新設する本社ビルの起工式を挙行した。本社ビルは約3080平方メートルの敷地に11階建てのビル（延床面積1万65000平方メートル）を設け、1階には九州FG証券の支店を設置。2階以上は本社、グループ企業のオフィスとする予定だった。工事費は約78億円。2021年1月末の完成、同年3月の開業を予定していた。実際は、2021年9月28日に竣工式が行われ、KFGビルとして12月6日に開業し、1階には鹿児島銀行熊本支店が移転した。九州FG証券本社及び熊本支店は8階に入居する。

### デジタル化
2021年12月、スマートフォンアプリのHugmegをサービス開始した。
2023年6月、子会社の「九州みらいCreation」によって、南九州をメインターゲットとするECモールの「よかもーる」が開設された。

## 歴代会長・社長

### 歴代社長
| 代 | 氏名     | 期間            | 備考           |
| -- | -------- | --------------- | -------------- |
| 1  | 上村基宏 | 2015年 - 2019年 | 鹿児島銀行頭取 |
| 2  | 笠原慶久 | 2019年 -        | 肥後銀行頭取   |

### 歴代会長
| 代 | 氏名     | 期間            | 備考           |
| -- | -------- | --------------- | -------------- |
| 1  | 甲斐隆博 | 2015年 - 2019年 | 肥後銀行頭取   |
| 2  | 松山澄寛 | 2019年 - 2024年 | 鹿児島銀行頭取 |
| 3  | 郡山明久 | 2024年 -        | 鹿児島銀行頭取 |

## 参考資料
- “株式会社肥後銀行と株式会社鹿児島銀行の共同持株会社設立（株式移転）に関する契約締結及び株式移転計画書の作成について” (PDF).   肥後銀行・鹿児島銀行 (2015年3月27日). 2015年3月27日閲覧。